# Золотопотіцька дубина
Золотопоті́цька дуби́на — ботанічна пам'ятка природи місцевого значення в Україні. 
Зростає поблизу с. Соколів Бучацького району, у квадраті 56 виділі 16 Золотопотіцького лісництва в межах лісового урочища «Сновидів».

## Пам'ятка
Оголошена об'єктом природно-заповідного фонду рішенням виконкому Тернопільської обласної ради від 18 березня 1994 року.
Перебуває у віданні ДП «Бучацьке лісове господарство».

## Характеристика
Площа 4,7 га.
Під охороною — дубово-грабове насадження 1 бонітету віком 110 р., цінне в науковому, пізнавальному та естетичному значеннях.